# Siergiej Cziżykow
Siergiej Cziżykow, ros. Сергей Чижиков (ur. 29 lutego 1960) – rosyjski lekkoatleta specjalizujący się w długich biegach płotkarskich. W czasie swojej kariery reprezentował Związek Socjalistycznych Republik Radzieckich.
W 1978 r. zajął III miejsce w biegu na biegu na 400 metrów przez płotki podczas rozegranych w Bukareszcie Zawodach Przyjaźni. Największy sukces w karierze odniósł w 1979 r. w Bydgoszczy, gdzie zdobył srebrny medal mistrzostw Europy juniorów w biegu na 400 metrów przez płotki, z czasem 51,31 (za Georgiosem Vamvakasem).
Rekord życiowy w biegu na 400 metrów przez płotki: 50,15 – Kijów 20/08/1982.